# Actenoides monachus
Actenoides monachus, conhecido como martim-caçador-monge ou guarda-rios-monge, é uma espécie de ave da família Alcedinidae.
É endémica da Indonésia. Os seus habitats naturais são: florestas subtropicais ou tropicais húmidas de baixa altitude. Está ameaçada por perda de habitat.